# 移動ド
移動ド（いどうド、英語：Movable do）とは、「ドレミファソラシド」を音名ではなく階名として考える、または歌う方法。長調では主音を「ド」、短調では主音を「ラ」または「ド」とする。階名で歌うことは「階名唱法」とも呼ぶ。ソルフェージュでの訓練において使われる。一般的に、ポピュラー音楽のソルフェージュの訓練では移動ドを使う。

## 概要
「ドレミファ…」というソルミゼーションはグイード・ダレッツォによって考案されたとされているが、当初は階名として用いられるものであった。その後イタリア、フランスにおいては「ドレミファソラシド」は階名よりも音名として定着し、これらの国では現在では階名にはジャン＝ジャック・ルソーの考案した数字譜が使われている（固定ド)。一方イギリスでは19世紀前半に#や♭を母音の変化で表す「トニック・ソルファ」が考案されるなど、英語圏では「ドレミファソラシド」は階名として用いられ、音名には英語式音名が用いられる（移動ド）。「ドレミファソラシド」を音名にも階名にも用いている（移動ドと固定ドを併用している）のは日本のみであるといわれており、音楽教育界に混乱を招く原因ともなっている。現在ではクラシックの教育機関では固定ド、ポピュラー音楽の教育機関では移動ドが一般的であるが、移動ドと固定ドのどちらが実際に有効的であるかはしばしば議論される。
日本の学校教育においては、小学校・中学校とも学習指導要領において、「適宜、移動ド唱法を用いること。」と定められていて、移動ドの使用が一般的であるが、使用教材や児童・生徒の実態に応じて「適宜」使用されるものであるため、実際の取り組みは各学校によってさまざまである。

## 移動ドで使われる階名
実際に使われる階名は発音上リズムを共に刻むのを容易にするため1音節であることが求められる。したがってアメリカなどで使用されている階名で使うのが一般的であるが、一部では音度記号などを使う場合もある。日本では臨時記号がついても階名が変化せず、ドレミが使われることが多い（西塚式などの例外もある）。それに対して、一般的にアメリカなどの英語圏では♯は母音をi、♭は母音をeに変えて発音する（Reの場合は元々母音がeなのでaに変化する）。Do♭、Mi♯、Fa♭、Ti♯については伝統的に使用される階名はないが、発展的にこれらにも階名を割り当てている場合もある。

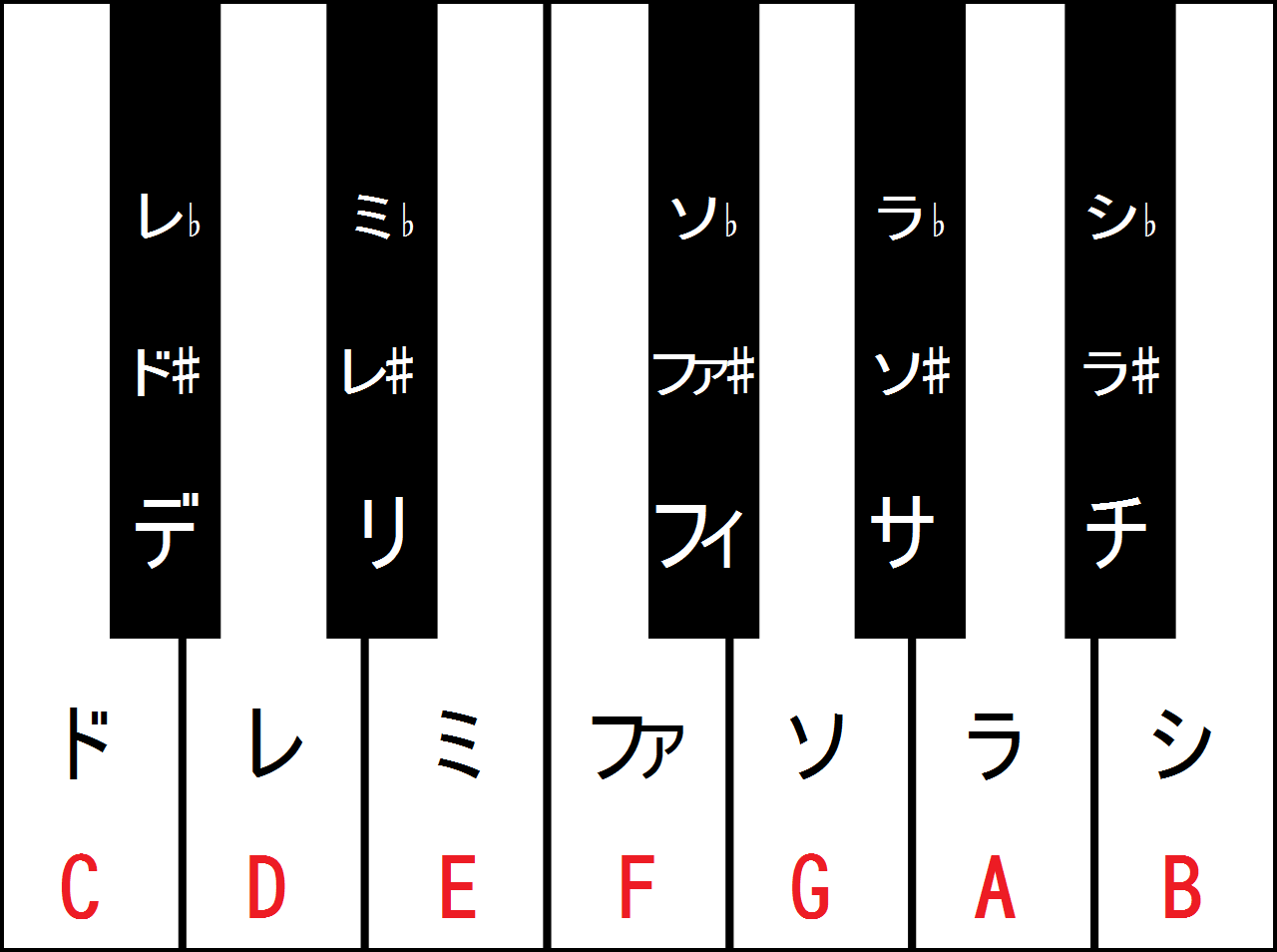
西塚式のピアノ鍵盤との対応

| 音度記号 | 英階名 | 日階名 | 西塚式 | ピッチクラス |
| -------- | ------ | ------ | ------ | ------------ |
| ♭I       | -      | ド     | -      | 11           |
| I        | Do     | ド     | ド     | 0            |
| ♯I       | Di     | ド     | デ     | 1            |
| ♭II      | Ra     | レ     | デ     | 1            |
| II       | Re     | レ     | レ     | 2            |
| ♯II      | Ri     | レ     | リ     | 3            |
| ♭III     | Me     | ミ     | リ     | 3            |
| III      | Mi     | ミ     | ミ     | 4            |
| ♯III     | -      | ミ     | -      | 5            |
| ♭IV      | -      | ファ   | -      | 4            |
| IV       | Fa     | ファ   | ファ   | 5            |
| ♯IV      | Fi     | ファ   | フィ   | 6            |
| ♭V       | Se     | ソ     | フィ   | 6            |
| V        | So     | ソ     | ソ     | 7            |
| ♯V       | Si     | ソ     | サ     | 8            |
| ♭VI      | Le     | ラ     | サ     | 8            |
| VI       | La     | ラ     | ラ     | 9            |
| ♯VI      | Li     | ラ     | チ     | 10           |
| ♭VII     | Te     | シ     | チ     | 10           |
| VII      | Ti     | シ     | シ     | 11           |
| ♯VII     | -      | シ     | -      | 0            |